# やおきん
株式会社やおきんは、東京都墨田区に本社を置く、菓子、食料品の企画・販売および玩具の販売などを行う企業である。
うまい棒などの駄菓子を販売していることで知られる。ファブレス企業であり、自社で生産設備は持っていない。リスカや菓道などが商品の生産を行っている。菓道社長の武藤尚文は、リスカ会長武藤則夫の実弟であり、やおきん顧問（元常務）の石井俊夫とは親戚関係にあたる。

## 主な商品
- うまい棒 - 製造はリスカ。
- 「太郎」シリーズ（キャベツ太郎・餅太郎・蒲焼さん太郎など） - 製造は菓道。
- 餅チョコ - チョコの中に餅が入っており、さらにクリームが入っている（チョコとアーモンドの2種類あり）。原産国：韓国。輸入元：キートス商事。
- チョコDEようかん - チョコ味の羊羹。袋の上のほうを切り、中味を捻り出してかじる。
- ボノボン - ピンポン球ほどの大きさのチョコレート菓子で、クリームをウエハースで包み込み、さらにチョコレートでコーティングしている。製造はアルゼンチンの企業「ARCOR」。
- 本格派岩塩（ミル付） - 原産国：中国。輸入元：セカンドライフ。
- 本格派ブラックペッパー（ミル付） - 原産国：中国。輸入元：セカンドライフ。
- サワーペーパーキャンディ - 原産国：タイ。味（フレーバー）はサイダー、コーラ、レモン、アップル、グレープ、梅の6種類。
- ロングチュー - 味はサイダー、コーラ、オレンジ、グレープの4種類。
- タンゴマックスクランチクリスピー (Tango Maxcrunch Crispy Rice Cereal) - ライスミルクチョコレート。原産国：マレーシア。
- Ultra Choc - ライスミルクチョコレート。ミルク (Milk) /クッキー (Cookie) /キャラメル (Caramel) の三種類。原産国：マレーシア。

## 沿革

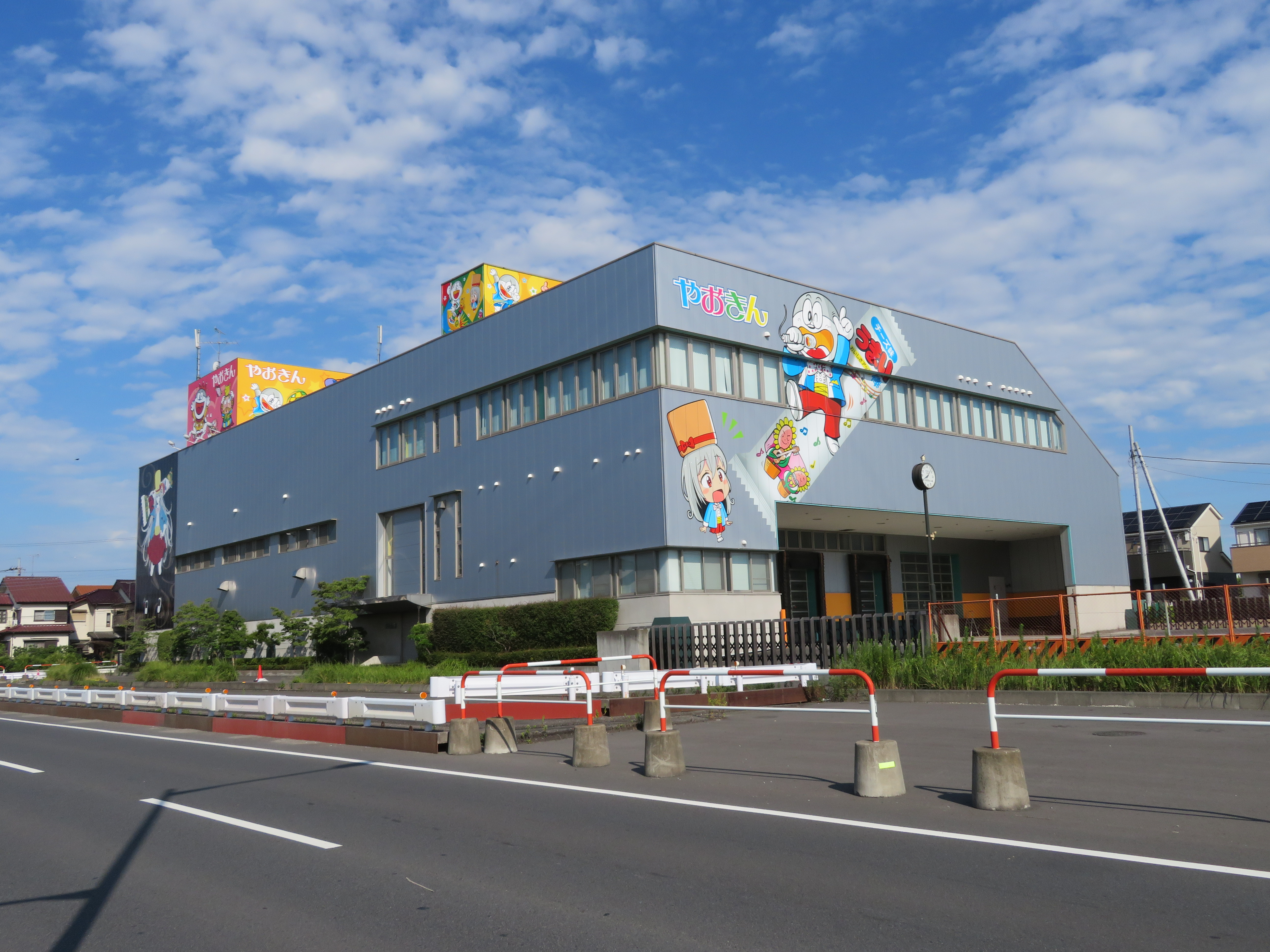
八潮営業本部

- 1960年（昭和35年） - 東京都墨田区で菓子卸､ 販売業の「八百金食品」設立。
- 1978年（昭和53年） - 現在地に本社を移転。
- 1981年（昭和56年） - 「株式会社やおきん商事」に社名変更。株式会社やおきんを設立。
- 1989年（平成元年） - 埼玉県八潮市に新たに配送センターを設置。